# 弗罗贝尼乌斯自同态

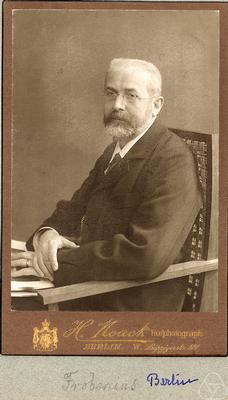
弗罗贝尼乌斯

在数学中，特别交换代数和域理论中，弗罗贝尼乌斯自同态（Frobenius endomorphism，简称弗罗贝尼乌斯）是特征为素数p 的交换环中的一个特殊的自同态。这个自同态以德国数学家费迪南德·格奥尔格·弗罗贝尼乌斯命名。弗罗贝尼乌斯自同态将环中的每个元素射到它的p 次乘幂。
在一般情况下，弗罗贝尼乌斯并不总是自同构。

## 定义
设R 是一个交换环，特征是素数p。定义环上的弗罗贝尼乌斯自同态F 为：
这是一个自同态，因为首先对于乘法，它必然服从
并且F(1) 也显然是1。然而同时，对于加法，也有：
这是因为{\displaystyle F(x+y)=(x+y)^{p}}，而其中除了{\displaystyle x^{p}} 和{\displaystyle y^{p}} 两项之外，其余的每一项都是p的倍数。事实上，其余的每一项都是{\displaystyle {\binom {p}{k}}x^{k}y^{p-k}}，也就是{\displaystyle {\frac {p!}{k!(p-k)!}}x^{k}y^{p-k}} 的形式，其中k 是一个介于1和p-1 之间的整数。这样，分母{\displaystyle k!(p-k)!} 无法被p 整除，而分子可以被p 整除。于是，整体来说是p 的倍数。因此，由于环的特征是p，这一项实际是0。从而：
综上，弗罗贝尼乌斯自同态是满足自同态的定义的。
一般来说，弗罗贝尼乌斯自同态F 不是自同构，也就是说它不是一个一一映射。举例来说，令K为域Fp(t)，也就是在p 阶有限域Fp 中加入一个新的超越元素t 扩展得到的扩域。显然，由于t 是超越元，它不可能在F 的像集里面，否则t 就会是一个Fp-多项式的根，而不是超越元素。也就是说，F 不是自同构。

## 弗罗贝尼乌斯的不动点
设R 为一个特征是p 的整环。这里弗罗贝尼乌斯F 的不动点是所有使得方程 xp = x 成立的元素，也就是多项式xp - x。根据费马小定理，这个多项式的全部根是0, 1, 2, ..., p - 1。因此，弗罗贝尼乌斯的不动点是R 中的素域。 

## 有限域的弗罗贝尼乌斯
令 Fq 为一个阶数等于q 的有限域，其中的q = pd，p 是域的特征。弗罗贝尼乌斯将域中的 Fp 部分之中的元素映射到自身。可以证明，F 生成了域扩张{\displaystyle F_{p}\subset F_{q}} 的伽罗瓦群。